# Puchar Polski w piłce siatkowej kobiet (1985/1986)
Puchar Polski w piłce siatkowej kobiet 1985/1986 – 29. sezon rozgrywek o siatkarski Puchar Polski, rozgrywany od 1932 roku.

## Klasyfikacja końcowa
| Miejsce | Drużyna          |
| ------- | ---------------- |
| 1.      | ŁKS Łódź         |
| 2.      | Czarni Słupsk    |
| 3.      | Gwardia Wrocław  |
| 4.      | Płomień Milowice |